# 3023 Heard
3023 Heard este un asteroid din centura principală, descoperit pe 5 mai 1981 de Edward Bowell.